# Quincy (Illinois)
Quincy (ismeretes még: Gem City) megyeszékhely a Mississippi folyó mentén Adams megyében, Illinois államban. A 2000-es népszámláláskor a város lakossága 40 336 fő volt, elővárosaival együtt pedig 112 000 fő. Quincy közép-nyugat Illinois gazdasági és kulturális központja. Az 1800-as években az Amerikai polgárháború idején az Underground Railroad egyik állomása volt.

## Történelem
A várost 1818-ban alapították, és 1825-ben lett Adams-megye székhelye. Nevét John Quincy Adams amerikai elnökről kapta.
1996-ban 2 repülő összeütközött a Quincy reptérnél. 14-en életüket vesztették.

## Demográfia
A 2000-es népszámlálás szerint a városban 40 366 fő lakik, 16 546 háztartás és 10 109 családi ház található. Az átlagos népsűrűség 1066 fő/km². Faji megoszlás terén a lakosság: 9302% fehérbőrű, 4,65% afro-amerikai, 0,19% őslakos , 0,54% ázsiai, 0,01% óceániai, 1,56% pedig egyéb és/vagy kettő vagy több keveréke. A spanyol ajkúak a közösség 0,94%-át teszik ki.
16.546 háztartás volt megtalálható, 'melynek 28,6%-ban van 18 éven aluli gyermek, 46,3%-ban házas emberek élnek, 11,6%-ban gyermekét egyedül nevelő anyuka él és 38,9%-ban nem családos emberek élnek. Egy átlagos család létszáma közel 3 (2,94) fő volt.
A teljes lakosság 23,4%-a 18 év alatti, 10%-a 18 és 24 év közötti, 25,8%-a 25 és 44 év közötti, 20,9%-a 45 és 64 év közötti és 19,9%-a 65 év feletti. Az átlagéletkor 38 év. Minden 100 nőre átlagosan 88,3 férfi jut.
Az átlagos bevétel egy háztartásban $30,956, míg egy családban $40.718. A férfiak közel 33%-kal többet keresnek, mint a nők (férfiak átlag keresete: $30.734; nők átlag keresete: 20.748). A családok közel 9,2%-a, míg a teljes lakosság majd 12%-a él a létminimum alatt (közülük 23,5%-ban 18 évnél fiatalabbak vagy 65 évnél idősebbek).
| 2010 | 40 633 |
| 2020 | 39 463 |

## Testvérvárosok
- Herford, Németország
- Jiaxing, Kína

## Fordítás
- Ez a szócikk részben vagy egészben  a   Quincy, Illinois című angol Wikipédia-szócikk fordításán alapul.  Az eredeti cikk szerkesztőit annak laptörténete sorolja fel. Ez a jelzés csupán a megfogalmazás eredetét és a szerzői jogokat jelzi, nem szolgál a cikkben szereplő információk forrásmegjelöléseként.
- Ez a szócikk részben vagy egészben  a   Quincy (Illinois) című német Wikipédia-szócikk fordításán alapul.  Az eredeti cikk szerkesztőit annak laptörténete sorolja fel. Ez a jelzés csupán a megfogalmazás eredetét és a szerzői jogokat jelzi, nem szolgál a cikkben szereplő információk forrásmegjelöléseként.